# PROBA 3

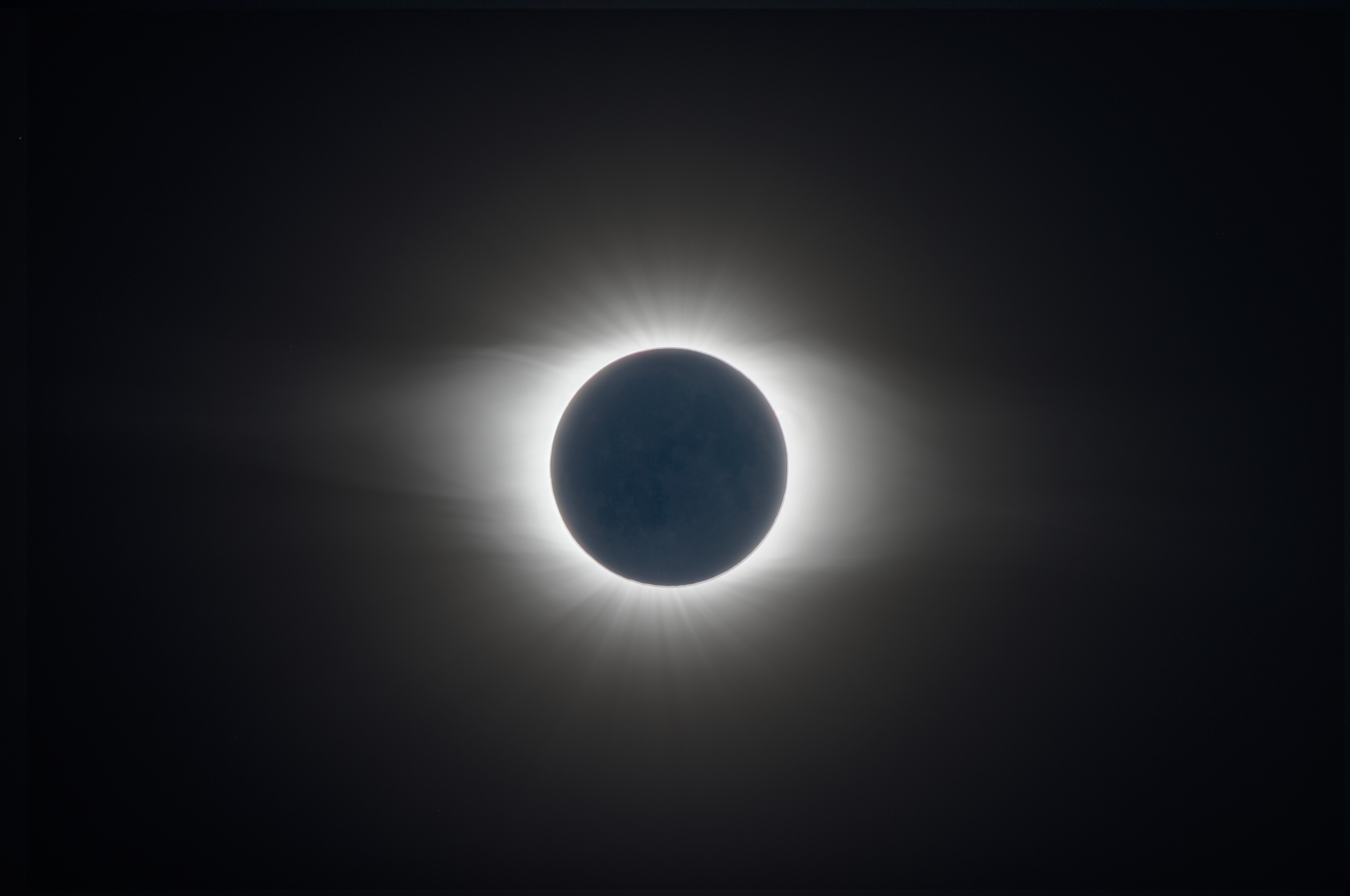
Un eclipse total de Sol. PROBA 3 reproducirá artificialmente este fenómeno.

PROBA 3 es la tercera misión de satélites de la Agencia Espacial Europea (ESA) de la serie del programa espacial de satélites de bajo costo PROBA utilizados para probar nuevas tecnologías de alta precisión en naves espaciales y también transportan instrumentos científicos, como se prevé que pueda ser el coronógrafo.
En esta ocasión se compone de dos naves espaciales de 350 kg y 200 kg que vuelan en paralelo con una precisión de control de posición de menos de 1 mm. Serán controlados para que formen una especie de estructura tipo gran telescopio con sus lentes y detectores que funcionen de manera independiente, pudiendo ser manipulado para que roten y apunten hacia donde se le indique y con la posibilidad de mantenerlos a distancias que oscilen entre 25 y 250 metros, pudiendo así cambiar el foco.
La misión principal de PROBA-3 es la coronagrafía solar utilizando el telescopio en el mayor de los dos satélites para ver la corona del Sol mientras se maniobra la otra nave espacial para ocultar con precisión el disco del Sol.
Actualmente en desarrollo PROBA-3 será lanzado en septiembre de 2024. La misión fue planeada para tener una duración aproximada de dos años.